# Peldon
Peldon – wieś i civil parish w Anglii, w hrabstwie Essex, w dystrykcie Colchester. Leży 31 km na wschód od miasta Chelmsford i 79 km na północny wschód od Londynu. W 2011 roku civil parish liczyła 559 mieszkańców. Peldon jest wspomniana w Domesday Book (1086) jako Peltenduna.